# Saint-Sylvestre-de-Cormeilles
Saint-Sylvestre-de-Cormeilles – miejscowość i gmina we Francji, w regionie Normandia, w departamencie Eure.
Według danych na rok 1990 gminę zamieszkiwały 194 osoby, a gęstość zaludnienia wynosiła 20 osób/km² (wśród 1421 gmin Górnej Normandii Saint-Sylvestre-de-Cormeilles plasuje się na 707. miejscu pod względem liczby ludności, natomiast pod względem powierzchni na miejscu 365.).